# Wave Dragon
Wave Dragon er en bølgemaskine der producerer energi ved at en bølge skyller ind over maskinen, der derved sætter gang i en turbine, et såkaldt overskylningsanlæg. Denne maskine udskiller sig fra andre ved at have fangarme monteret på hver side af turbinen. Herved ledes bølgerne ind til anlægget med turbinen, hvilket resulterer i større bølger til turbinen.
Maskinen har været testet på Aalborg Universitet i deres bølgebassin i en årrække. 
Wave Dragon har været testet i Nissum Bredning fra marts 2003 til januar 2005 med en skalamodel på 20kW.